# سی جی گراهام
سی جی گراهام (انگلیسی: C. J. Graham؛ زادهٔ ۱ ژانویه ۲۰۰۰) یک هنرپیشه اهل ایالات متحده آمریکا است. 